# Structure des forces armées des États-Unis
 (novembre 2018).
La structure des forces armées des États-Unis inclut une chaîne de commandement qui conduit du président des États-Unis (comme commandant en chef) via le secrétaire à la Défense jusqu'aux nouvelles recrues,. Les forces armées américaines sont organisées par le département de la Défense des États-Unis (DOD) qui supervise une structure complexe des fonctions de commandement et de contrôle conjointes avec de nombreuses unités. Ce qui suit est une liste non exhaustive des différentes unités militaires, des commandements civils et militaires, des bureaux et des agences du DOD.

## Département de la Défense des États-Unis (DOD)
- Secrétaire à la Défense : Lloyd Austin
  - Secrétaire adjoint à la Défense : Robert O. Work (en)

### Bureau du secrétaire à la Défense

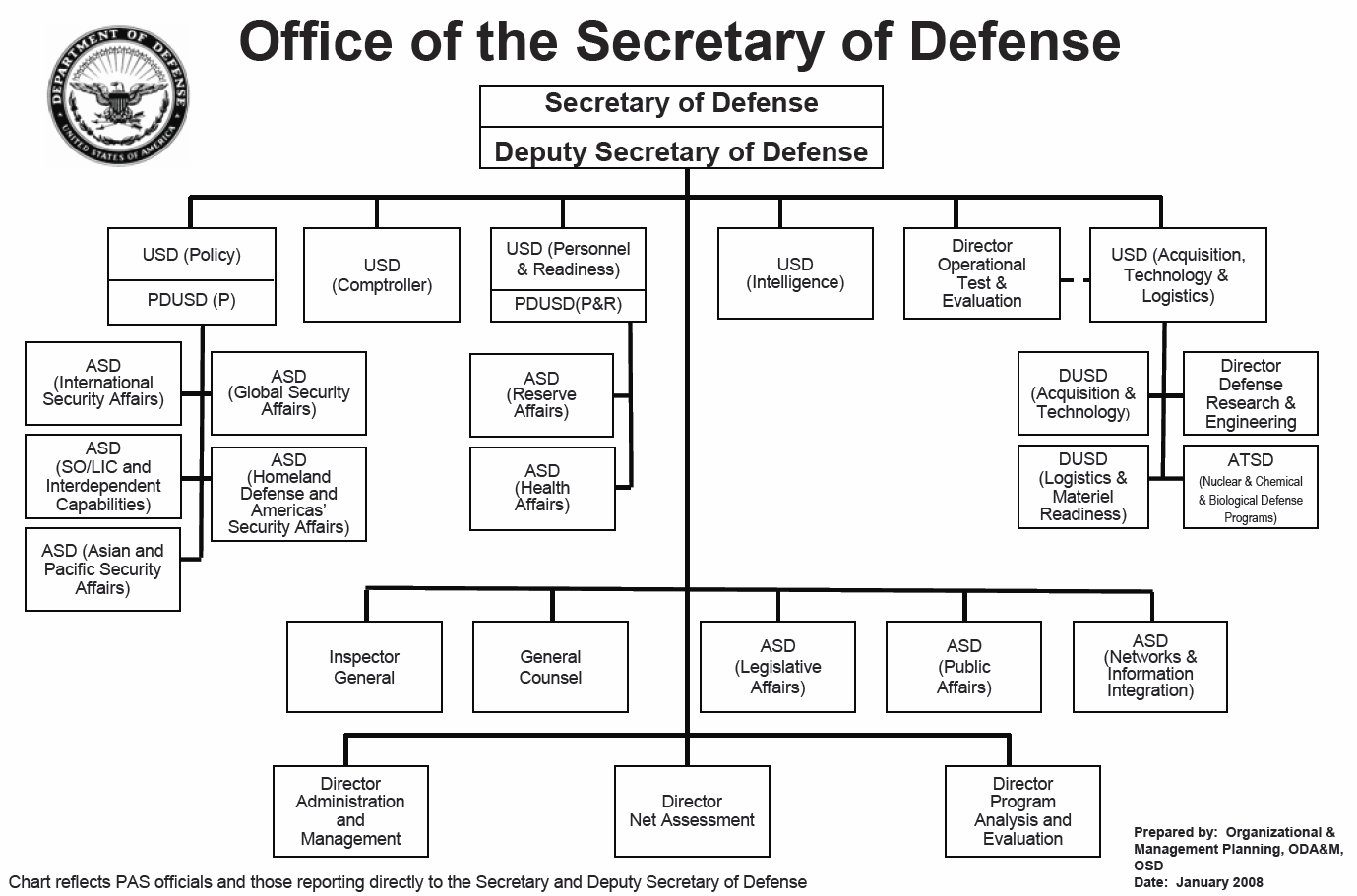
Organigramme du bureau du secrétaire à la Défense (2008).

- Under Secretary of Defense (Comptroller) (en) / Chief Financial Officer
  - Secrétaire adjoint principal à la Défense (contrôleur)
  - Directeur pour l'analyse et l'évaluation des programmes
- Under Secretary of Defense for Acquisition, Technology and Logistics (en)
  - Assistant Secretary of Defense for Research and Engineering (en)
  - Sous-secrétaire adjoint à la Défense (acquisition et technologie)
  - Sous-secrétaire adjoint à la Défense (préparation et logistique)
  - Assistant du secrétaire à la Défense (programmes de défense nucléaire, chimique et biologique)
  - Director of Small and Disadvantaged Business Utilization
  - Sous-secrétaire adjoint à la Défense (acquisition et réforme)
  - Sous-secrétaire adjoint à la Défense (systèmes avancés et concepts)
  - Sous-secrétaire adjoint à la Défense (sécurité de l'environnement)
  - Sous-secrétaire adjoint à la Défense (affaires Industrielles)
  - Sous-secrétaire adjoint à la Défense (Installations)
  - Sous-secrétaire adjoint à la Défense (sciences et Technologie)
- Under Secretary of Defense for Personnel and Readiness (en)
  - Secrétaire adjoint à la Défense (politique de gestion active)
  - Secrétaire adjoint à la Défense (affaires de santé)
  - Secrétaire adjoint à la Défense (Reserve Affairs)
  - Sous-secrétaire adjoint à la Défense (Readiness)
  - Sous-secrétaire adjoint à la Défense (intégration des programmes)
  - Sous-secrétaire adjoint à la Défense (planification)
- Sous-secrétaire à la politique de Défense
  - Secrétaire adjoint principal à la Défense (politique)
  - Secrétaire adjoint à la Défense (affaires de sécurité internationale)
  - Secrétaire adjoint à la Défense (stratégie et réduction de la menace)
  - Secrétaire adjoint à la Défense (opérations spéciales et conflits de faible intensité)
  - Sous-secrétaire adjoint à la Défense (soutien à la politique)
  - Sous-secrétaire adjoint à la Défense (politique de sécurité de la technologie)
  - Conseiller à la Défense auprès de l'OTAN
- Under Secretary of Defense for intel (en)
- Secrétaire adjoint à la Défense (commandement, contrôle, communications, et renseignement)
- Secrétaire adjoint à la Défense (affaires législatives)
- Assistant Secretary of Defense for Public Affairs (en)
- General Counsel of the Department of Defense (en)
- Directeur des essais opérationnels et d'évaluation
- Assistant du secrétaire à la Défense (surveillance du renseignement)
- Directeur de l'administration et de la gestion
- Directeur de l'Office of Net Assessment

### Bureau de l'inspecteur général
- Bureau de l'inspecteur général (en), inspecteur général : Gordon S. Heddell (en)
  - Directeur adjoint à l'inspecteur général
    - Dean of Instruction
    - EEO
    - Senior Military Officer
    - Inspecteur général adjoint pour l'administration et la gestion
    - Inspecteur général adjoint, du Congrès / Comité de liaison
    - Conseil général
    - Inspecteur général adjoint pour l'audit
      - Principal assistant inspecteur général (audit)
        - Inspecteur général adjoint (audit)
          - Adjoint à l'inspecteur général adjoint (audit)
            - Agences de vérification des services

    - Inspecteur général adjoint pour la politique et la surveillance
      - Inspecteur général adjoint (surveillance de la politique d'audit)
      - Inspecteur général adjoint (inspection et évaluation)
      - Inspecteur général adjoint (politiques et surveillance des enquêtes)
      - Directeur de la Hotline
      - Directeur de l'AFU
      - Directeur du QMD
      - Directeur du TAD
      - Directeur de l'extraction des données
      - Service des inspecteurs généraux

    - Inspecteur général adjoint chargé des enquêtes
      - Directeur des enquêtes de hauts fonctionnaires
      - Directeur des représailles enquête militaire
      - Directeur des représailles enquête civil
      - Directeur du Defense Criminal Investigative Service
        - Directeur adjoint du Defense Criminal Investigative Service

      - United States Army Criminal Investigation Command
      - Naval Criminal Investigative Service
      - United States Air Force Office of Special Investigations

    - Inspecteur général adjoint pour le renseignement
      - Adjoint à l'inspecteur général adjoint (Intelligence Audits)
      - Adjoint à l'inspecteur général adjoint (évaluation du renseignement)
      - National Reconnaissance Office
      - Defense Intelligence Agency
      - National Security Agency
      - National Geospatial-Intelligence Agency

### Bureau du chef d'État-Major des armées des États-Unis

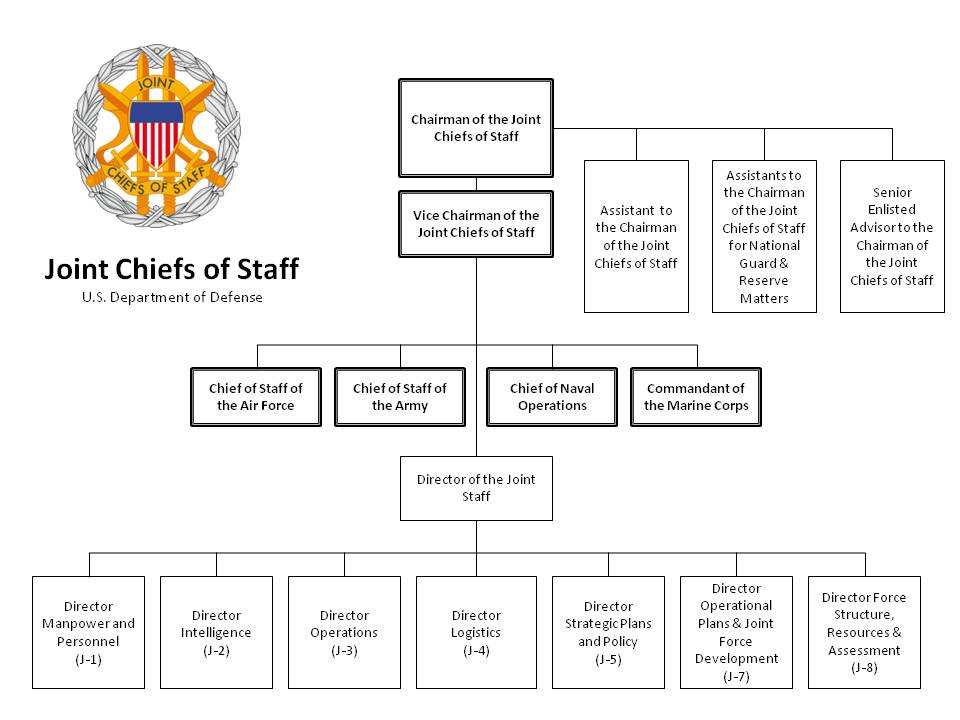
Organigramme du bureau du chef d'État-Major des armées des États-Unis (2011).

- Chef d'État-Major des armées des États-Unis : général Mark A. Milley, US Army
  - Vice-chef d'État-Major des armées des États-Unis: amiral James A. Winnefeld, Jr., US Navy
    - Chef d'état-major de l'armée de terre des États-Unis : général Raymond T. Odierno, US Army
    - Commandant du Corps des Marines : général Joseph F. Dunford, Jr., US Marine Corps
    - Chef des Opérations navales : amiral Jonathan Greenert, US Navy
    - Chief of Staff of the United States Air Force : général Norton A. Schwartz , USAF
    - Chef des opérations spatiales : général John W. Raymond , USSF

Personnel
- Assistant du chef d'État-Major
- Conseiller principal du chef d'État-Major
- Director of the Joint Staff (en)
  - Main-d'œuvre et personnel (J-1)
  - État-major interarmées du renseignement (J-2)
  - Opérations (J-3)
  - Logistique (J-4)
  - Strategic Plans and Policy (J-5)
  - Operational Plans and Interoperability (J-7)
  - Force Structure Resources and Assessment (J-8)
  - Direction du Management

### Départements militaires

#### Département de l'Armée des États-Unis

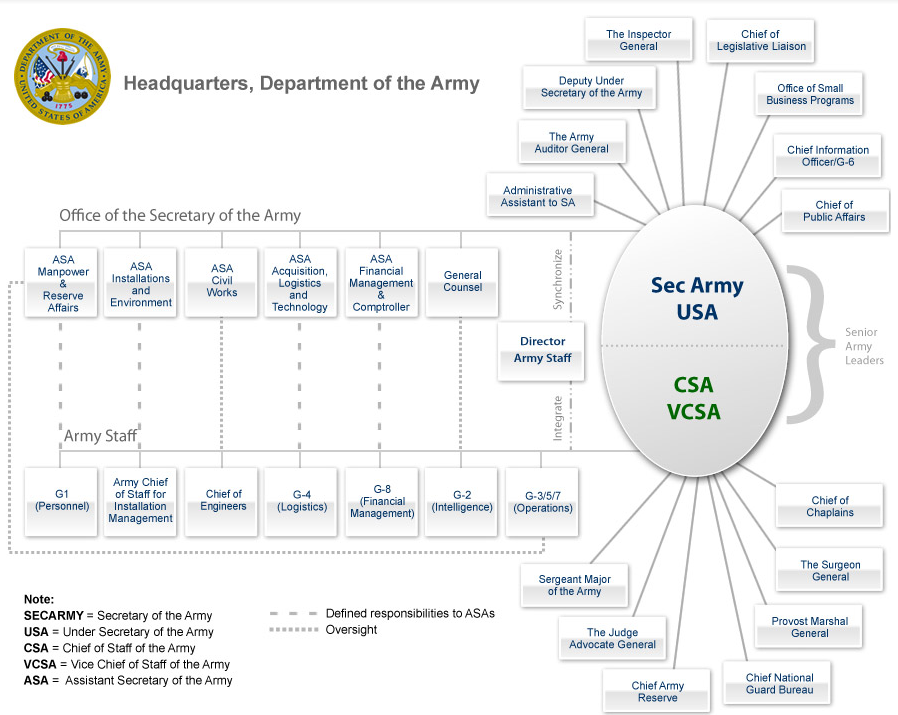
Diagramme récapitulant l'organisation du département de l'US Army (2010).

- Secrétaire à l'Armée des États-Unis

##### Bureau du secrétaire à l'Armée
- United States Under Secretary of the Army (en)
  - Inspecteur général de l'armée
  - Auditeur général de l'Armée
  - Sous-secrétaire adjoint de l'Armée
  - Sous-secrétaire adjoint de l'armée pour la transformation des affaires
  - Chef des relations législatives
  - Chef des affaires publiques
  - Small and Disadvantaged Business Utilization Office
  - General Counsel of the Army (en)
  - Office of the Administrative Assistant to the Secretary of the Army (en)
  - United States Assistant Secretary of the Army for Acquisition, Logistics, and Technology (en)
  - Assistant Secretary of the Army (Civil Works) (en)
  - Secrétaire assistant de la Marine
  - Assistant Secretary of the Army (Installations, Energy and Environment) (en)
  - Secrétaire assistant de la Marine (Main-d'œuvre et Réserve)
  - Directeur des systèmes d'information
    - Army Network Enterprise Technology Command (en)

  - Director, Army Staff
  - Académie militaire de West Point
  - United States Army Intelligence and Security Command
  - United States Army Test and Evaluation Command
  - United States Army Criminal Investigation Command
  - United States Army Medical Command
  - United States Army Military District of Washington (en)
  - Corps du génie de l'armée des États-Unis
  - United States Army Reserve Command (en)
  - U.S. Army Acquisition Support Center (en)

##### Commandement de l'US Army
- Chief of Staff of the Army
  - Vice Chief of Staff of the United States Army (en)
    - Surgeon General of the United States Army
    - Chief of the National Guard Bureau
    - Chief, Army Reserve
    - Judge Advocate General's Corps, United States Army (en)
    - United States Army Provost Marshal General (en)
    - Chief of Chaplains of the United States Army (en)
    - Sergeant Major of the Army (en)
    - Chief of Engineers
    - Assistant Chief of Staff, Installation Management
    - United States Army Installation Management Command
    - Deputy Chief of Staff G-1 Personnel of The United States Army (en)
    - Deputy Chief of Staff (Intelligence) (G-2)
    - Deputy Chief of Staff (Plans, Operations and Transformation) (G-3/5/7)
    - Deputy Chief of Staff (Logistics) (G-4)
    - Deputy Chief of Staff G-8 Programs of The United States Army (en)
    - United States Army Training and Doctrine Command
    - United States Army Materiel Command
    - United States Army Forces Command
    - United States Army Africa (en)
    - United States Army Central
    - United States Army Europe
    - United States Army North
    - United States Army South
    - United States Army Pacific
    - United States Army Special Operations Command
    - Surface Deployment and Distribution Command (en)
    - United States Army Space and Missile Defense Command/Army Strategic Command
    - Eighth United States Army

#### Département de la Marine des États-Unis

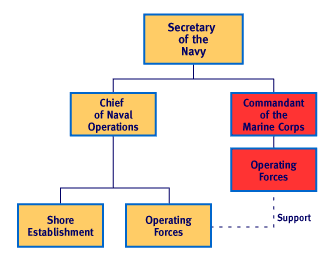
Organigramme simplifié du Département de la Marine des États-Unis (2009).

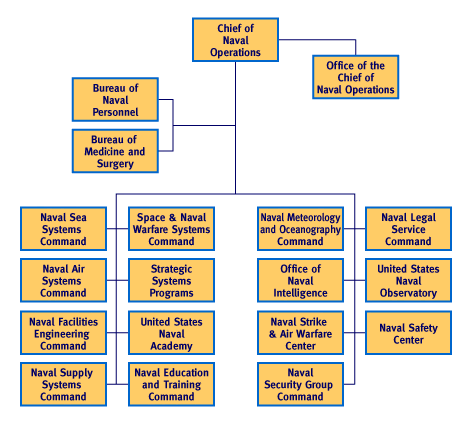
Organigramme simplifié du commandement des forces de support de l'United States Navy (2009).

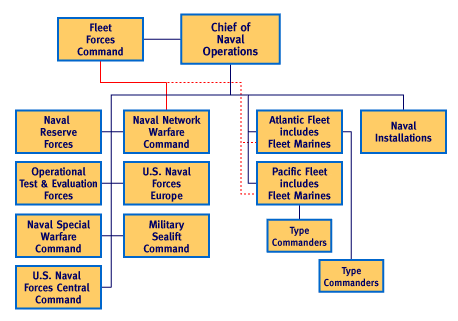
Organigramme simplifié du commandement des forces opérationnelles de l'United States Navy (2009).

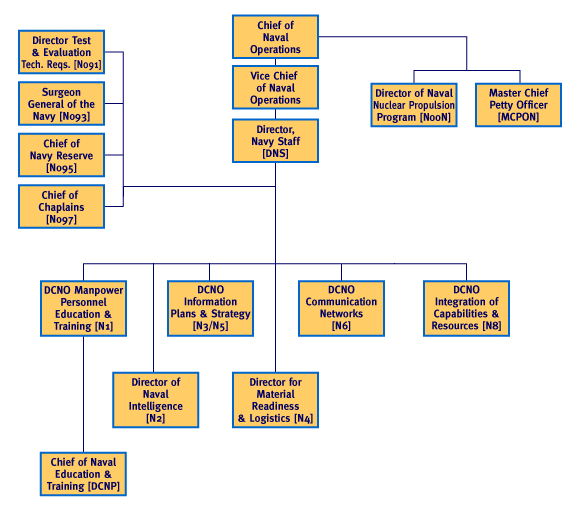
Organigramme du bureau du Chef des Opérations navales (2009).

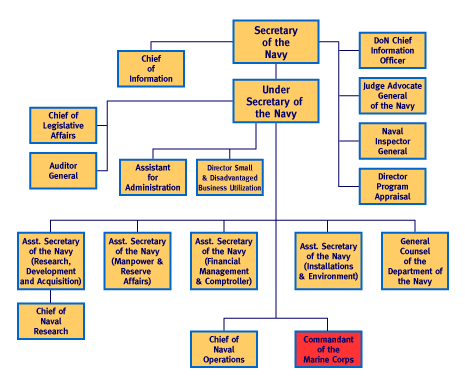
Organigramme du bureau du Secrétaire à la Marine des États-Unis (2009).

- Secrétaire à la Marine des États-Unis

##### Bureau du secrétaire à la Marine
- Sous-secrétaire à la Marine des États-Unis
  - Directeur de l'information
  - Directeur des affaires législatives Office of Legislative Affairs (United States Navy) (en)
  - Auditeur général de la Navy
  - Adjoint aux affaires administratives
  - Director of Small and Disadvantaged Business Utilization
  - Secrétaire assistant de la Marine (Recherche, Développement et Acquisitions)
    - Office of Naval Research

  - Secrétaire assistant de la Marine (Main-d'œuvre et Réserve)
  - Secrétaire assistant de la Marine (Gestion financière)
  - Assistant Secretary of the Navy (Installations and Environment) (en)
  - General Counsel of the Navy (en)
  - Chief Information Officer
  - Judge Advocate General of the Navy (en)
  - Naval Inspector General (en)
  - Directeur du programme d'évaluation

##### Bureau du chef des opérations navales
- Chef des opérations navales
  - Vice-chef des opérations navales
    - Bureau of Naval Personnel (en)
    - Bureau of Medicine and Surgery
    - Naval Sea Systems Command (en)
    - Naval Air Systems Command (en)
    - Naval Facilities Engineering Command (en)
    - Naval Supply Systems Command (en)
    - Space and Naval Warfare Systems Command
    - Strategic Systems Command
    - Académie navale d'Annapolis
    - Naval Education and Training Command (en)
    - Naval Meteorology and Oceanography Command (en)
    - Naval Legal Service Command (en)
    - Observatoire naval des États-Unis
    - Naval Strike and Air Warfare Center (en)
    - Navy Occupational Safety & Health (en)
    - Naval Security Group (en) Command
    - United States Navy Reserve
    - Operational Test and Evaluation Force (en)
    - Naval Special Warfare Command
    - United States Naval Forces Central Command
    - Naval Network Warfare Command (en)
    - Military Sealift Command
    - United States Naval Forces Europe
    - United States Fleet Forces Command
    - United States Pacific Fleet
    - Commander, Navy Installations Command (United States) (en)
    - Directeur des Naval Reactors
    - Chief of Chaplains of the United States Navy (en)
    - Surgeon General of the United States Navy (en)
    - United States Navy Judge Advocate General's Corps

##### Quartier général du Corps des Marines
- - Commandant du Corps des Marines
    - Commandant en second du Corps des Marines

#### Département de la Force aérienne des États-Unis
- Secrétaire à la Force aérienne des États-Unis : Frank Kendall III (en)

##### Bureau du secrétaire à la Force aérienne
- Sous-secrétaire de l'armée de l'air des États-Unis
  - Assistant administratif
  - Auditeur général
  - Assistant Secretary of the Air Force (Acquisition) (en)
  - Directeur de la communication
  - Assistant Secretary of the Air Force (Financial Management and Comptroller) (en)
  - Assistant Secretary of the Air Force (Installations, Environment and Logistics) (en)
  - Assistant du sous secrétaire à la Force aérienne (affaires internationales)
  - Secrétaire assistant à la Marine (main-d'œuvre et réserve)
  - Directeur des affaires publiques
  - Directeur des affaires législatives
  - Inspecteur général de l'Air Force
  - General Counsel of the Air Force (en)
  - Chief of Warfighting Integration
  - Chief Information Officer
  - Historien de l'Air Force
  - Directeur des Tests et Évaluations
  - Chief Scientist of the U.S. Air Force (en)

##### Commandement de l'US Air Force

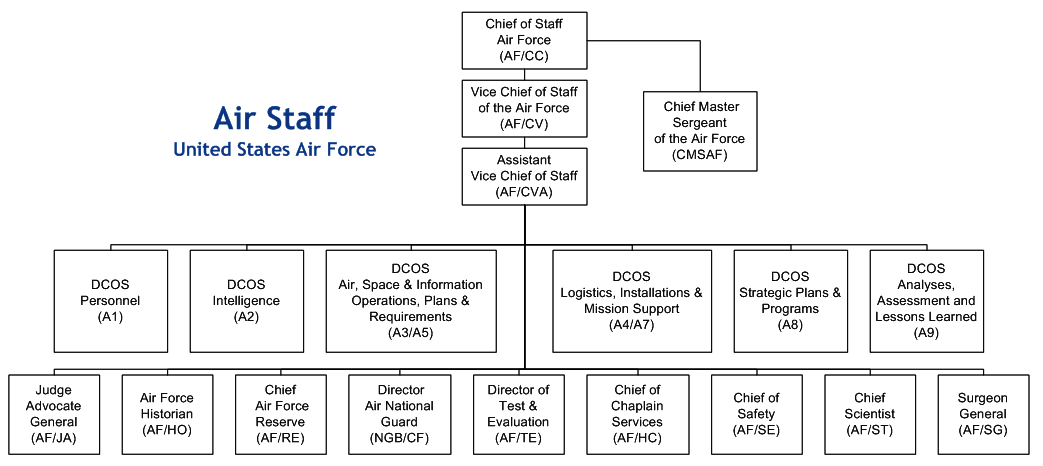
Organigramme du commandement de l'US Air Force (2007).

- Chief of Staff of the United States Air Force
  - Vice Chief of Staff of the United States Air Force
    - Chief Master Sergeant of the Air Force (en)
    - Chef de cabinet adjoint (Personnel) (A1)
    - Chef de cabinet adjoint (renseignement, surveillance et reconnaissance) (A2)
    - Chef de cabinet adjoint (Air, l'espace et les opérations d'information, les plans et les Exigences) (A3 / 5)
    - Chef de cabinet adjoint (logistique, installations et l'appui aux missions) (A4 / 7)
    - Chef de cabinet adjoint (programmes et plans stratégiques) (A8)
    - Directeur des études, les évaluations et analyses Leçons apprises (A9)
    - Chief of Chaplains of the United States Air Force (en)
    - United States Air Force Judge Advocate General's Corps (en)
    - Chef, Air Force Reserve
    - Chef de la sécurité
    - Surgeon General of the United States Air Force (en)
    - Directeur, Garde nationale aérienne
    - Air Combat Command
    - Air Education and Training Command
    - Air Force Material Command
    - Air Force Reserve Command
    - Air Force Space Command
    - Air Force Special Operations Command
    - Air Force Cyber Command
    - Air Mobility Command
    - Pacific Air Forces
    - U.S. Air Forces in Europe

#### Force spatiale des États-Unis
Création le 20 décembre 2019.

### Unified Combatant Commands - Responsabilités géographiques

#### United States Africa Command
- Commandement des États-Unis pour l'Afrique

Emblème de l'United States Africa Command

- USAFRICOM : commandant : général David M. Rodriguez, US Army

#### United States Central Command
- United States Central Command

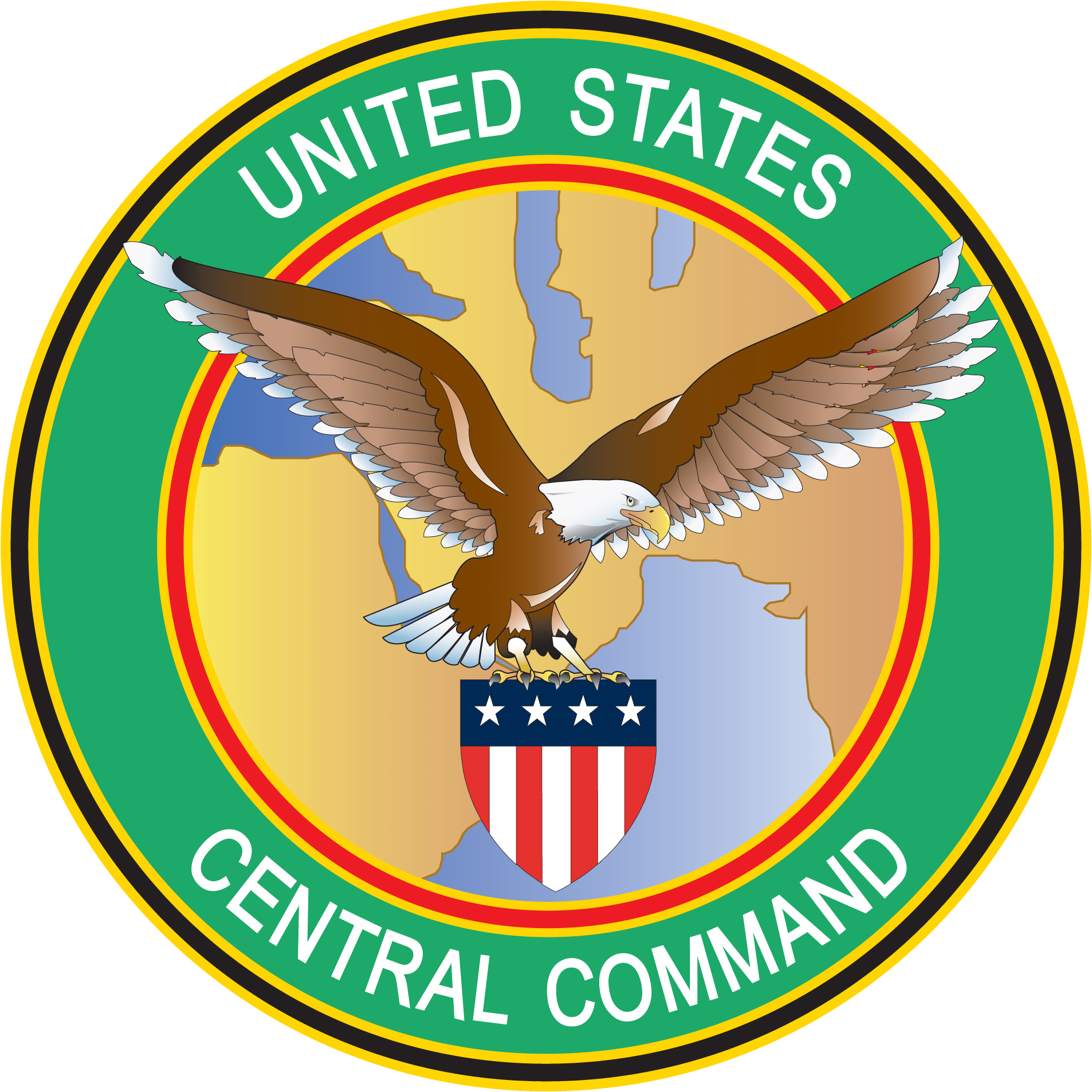
Emblème de l'United States Central Command

- USCENTCOM : commandant : général James Mattis, US Marine Corps

#### United States European Command
- United States European Command

Emblème de l'United States European Command

- USEUCOM : commandant : général Philip M. Breedlove, US Air Force
  - Commandant adjoint : vice amiral Charles W. Martoglio, US Navy
    - Chef d'état-major : major-général Mark A. Barrett, US Air Force
    - Command Senior Enlisted Advisor : Fleet Master chief petty officer (en) Roy M. Maddocks, Jr., US Navy

##### Ordre de bataille
- US Army Europe (USAREUR): 7e armée (États-Unis)
  - 5e corps d'armée (États-Unis) (Heidelberg) (désactivé en 2013)
    - 2e régiment de cavalerie (États-Unis)
    - 12th Combat Aviation Brigade (en)
    - 170th Infantry Brigade (United States) (en) (désactivé en 2012)
    - 172e brigade d'infanterie (États-Unis) (désactivé en 2013)
    - 173e brigade aéroportée (États-Unis)
    - 357th Air & Missile Defense Detachment (en)

  - 21st Theater Sustainment Command (en)
    - 16th Sustainment Brigade (en)
    - 18th Engineer Brigade (United States) (en)
    - 18th Military Police Brigade (en)
    - 405th Army Field Support Brigade

  - 5th Signal Command (United States) (en)
    - 2nd Signal Brigade (United States) (en)
    - 7th Signal Brigade (United States) (en)

  - Joint Multinational Command Training Center (en) (Grafenwöhr)
  - 66th Military Intelligence Brigade (United States) (en)
  - 202d Military Police Group (CID)
  - Europe Regional Medical Command
  - Joint Task Force East (en), Roumanie, Bulgarie
  - Multi-National Task Force East, Kosovo

#### United States Northern Command
- United States Northern Command

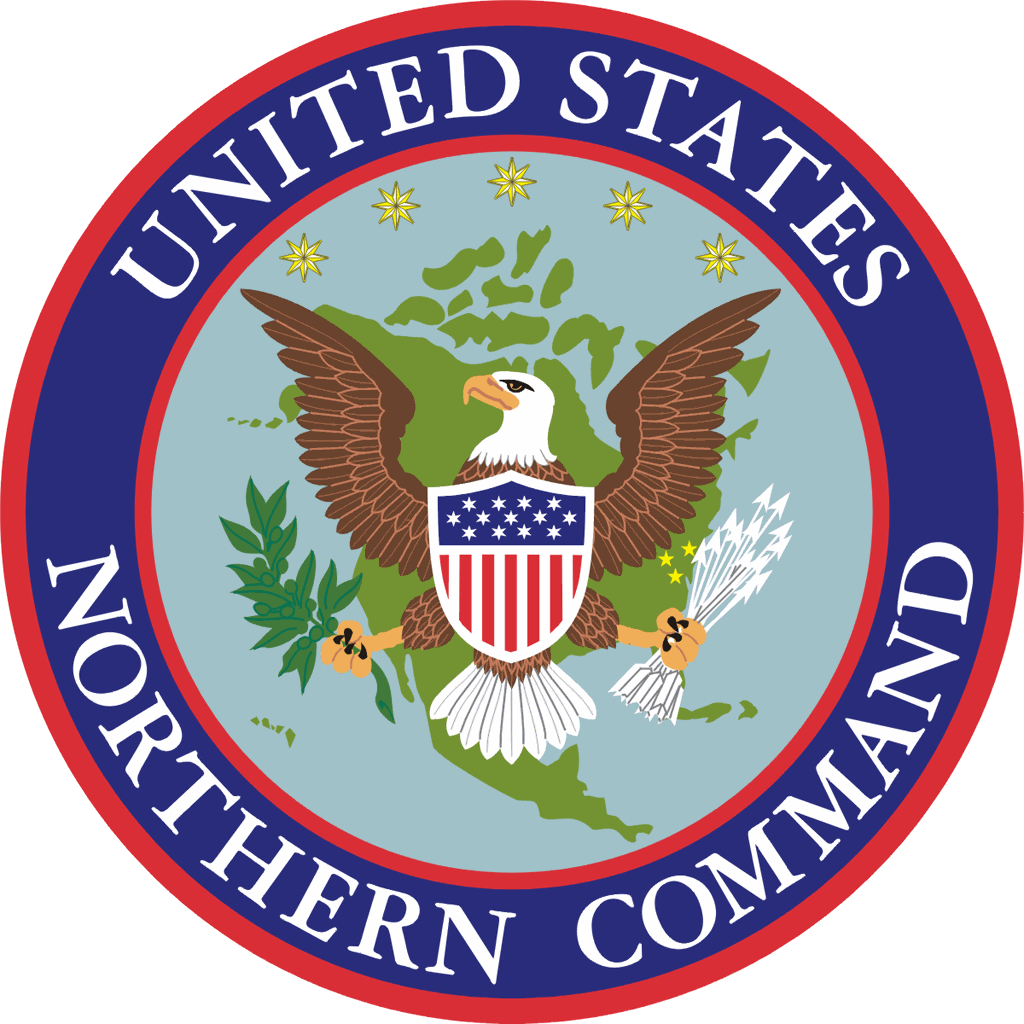
Emblème de l'United States Northern Command

- USNORTHCOM : commandant : général Charles H. Jacoby, Jr. (en), US Army
  - Commandant adjoint : lieutenant général Frank J. Grass, US Army
    - Chef d'état-major : major général Howard N. Thompson, US Air Force
      - Commander, Naval Surface Forces Atlantic (en)

    - Command Senior Enlisted Leader: Command Sergeant Major Robert Winzenried, US Army

##### Ordre de bataille
- United States Northern Command (USNORTHCOM) (Peterson Air Force Base, Colorado)
  - North American Aerospace Defense Command (NORAD) (Peterson AFB, CO)
    - Cheyenne Mountain (Peterson AFB, CO)
    - First Air Force (en) / Continental US (CONUS) NORAD Region (Tyndall Air Force Base, FL)
      - Eastern Air Defense Sector (en) (NY ANG) (Rome, NY)
        - 104th Fighter Wing (MA ANG) (F-15C, C-26B) (Barnes Air National Guard Base (en), MA)
        - 125th Fighter Wing (en) (FL ANG) (F-15A/B, C-26B) (Jacksonville Air National Guard Base (en), FL)
          - Détachement 1 (FL ANG) (F-15A/B) (Homestead Air Reserve Base, FL)

        - 158th Fighter Wing (en) (VT ANG) (F-16C/D, C-26B) (Burlington Air National Guard Base, VT)
        - Détachement 1, 119th Fighter Wing (en) (ND ANG) (F-16A/B) (Langley Air Force Base, VA)

      - Western Air Defense Sector (en) (WA ANG) (McChord Air Force Base, WA)
        - 142nd Fighter Wing (en) (OR ANG) (F-15A/B, C-26B) (Portland Air National Guard Base (en), OR)
        - 119th Fighter Wing (en) (ND ANG) (F-16A/B, C-26B) (Fargo Air National Guard Base (en), ND)
        - 120th Fighter Wing (en) (MT ANG) (F-15C, C-26B) (Great Falls Air National Guard Base (en), MT)
        - 144th Fighter Wing (en) (CA ANG) (F-16C/D, C-26B) (Fresno Air National Guard Base, CA)
          - Détachement 1 (CA ANG) (F-16C/D) (March Air Reserve Base, CA)

        - 148th Fighter Wing (en) (MN ANG) (F-16A/B, C-26B) (Duluth Air National Guard Base (en), MN)

    - Eleventh Air Force / Alaska NORAD Region (Joint Base Elmendorf–Richardson, AK)
      - 611th Air and Space Operations Center (en) (Elmendorf AFB, AK)
      - 176th Air Defense Squadron (en)/Alaskan Air Defense Sector (AK ANG) (Elmendorf AFB, AK)

    - 1re Division aérienne du Canada/Canadian NORAD Region (Winnipeg, MB)
    - US Army North / US Army Forces Command (FORSCOM) : 5e armée (États-Unis) (Fort Sam Houston, TX)
    - Joint Force Headquarters National Capital Region (en) (JFHQ-NCR) (Fort Lesley J. McNair, DC)
      - 1st and 4th Battalions, 3e régiment d'infanterie (États-Unis) (Fort Myer (en), VA)
      - United States Army Military District of Washington (en) (MDW) (Ft McNair, DC)
      - 11th Wing (en) / Air Force District of Washington (en) (Joint Base Anacostia–Bolling (en), DC)
      - Naval District Washington (NDW) (Washington Navy Yard, DC)
      - Marine Corps National Capital Region Command (MCNCRC) (Marine Corps Base Quantico, VA)

    - Joint Task Force-Alaska (en) (Elmendorf Air Force Base, AK)
    - Joint Task Force North (anciennement JTF 6) et autres JTFs

#### United States Indo-Pacific Command
- United States Indo-Pacific Command (United States Pacific Command jusqu'au 30 mai 2018)

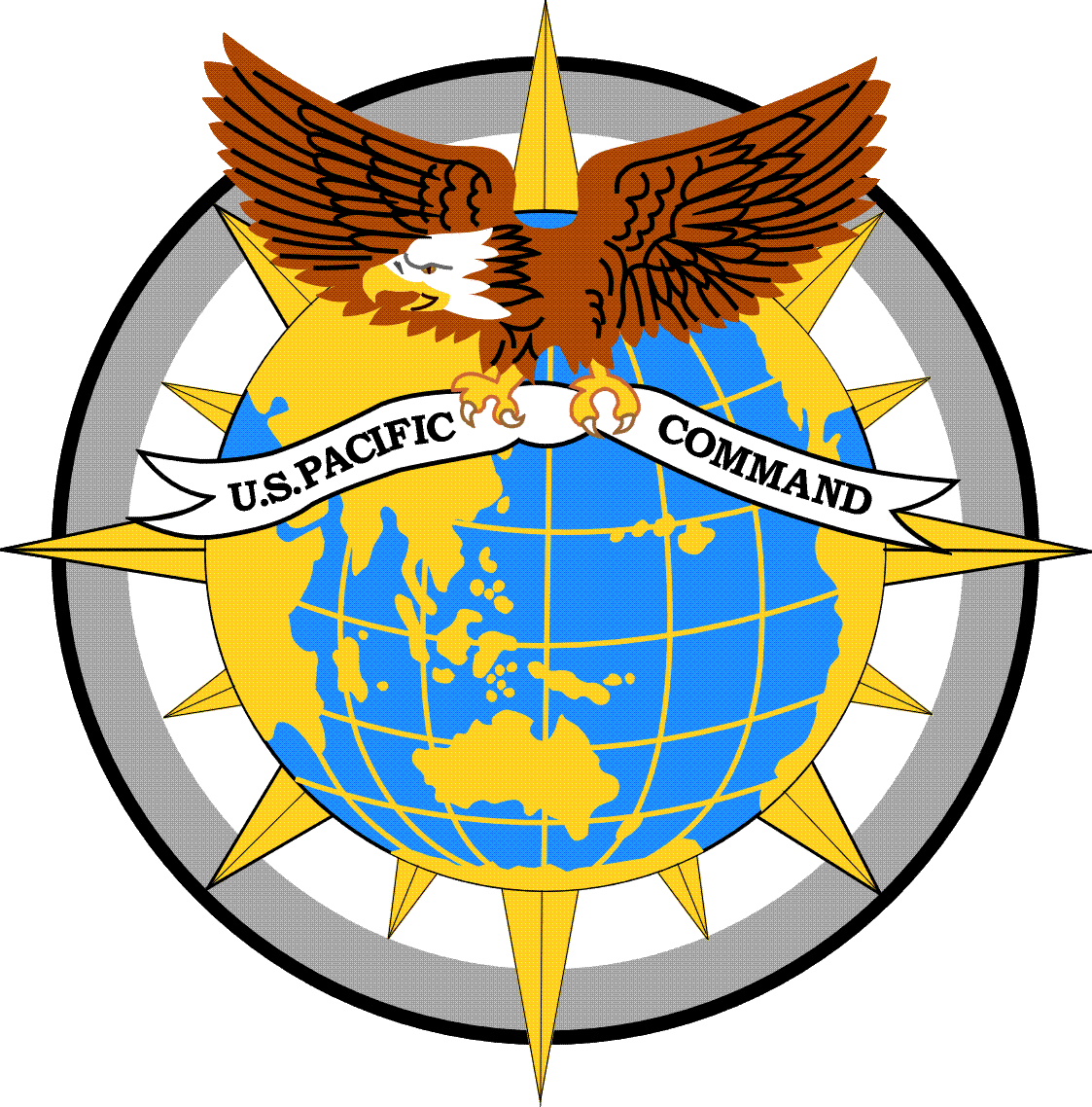
Emblème de l'United States Pacific Command

- USPACOM : commandant : amiral Samuel J. Locklear III, US Navy
  - Commander, Naval Surface Forces Pacific (en)

##### Ordre de bataille
- United States Pacific Command
  - United States Army Pacific
    - United States Army Japan (en)
      - 9th Mission Support Command (en)
        - 10th Support Group (United States) (en)
        - 17th Area Support Group
        - 300th Area Support Group

    - United States Army Alaska (en)
      - 1st Brigade Combat Team, 25e division d'infanterie
      - 4th Brigade Combat Team (Airborne), 25th Infantry Division (en)
      - 3rd Maneuver Enhancement Brigade (en)
      - 16th Combat Aviation Brigade (en)

    - United States Army Hawaii
    - 25e division d'infanterie (États-Unis)
    - 196th Infantry Brigade (en)
    - 516th Signal Brigade (en)

  - United States Pacific Fleet
    - Troisième flotte des États-Unis
      - CTF-30 / Battle Force
      - CTF-31 / Combat Support Force
      - CTF-32 / Patrol and Reconnaissance Force
      - CTF-33 / Logistic Support Force
      - CTF-34 / Submarine Force
      - CTF-35 / Surface Combatant Force
      - CTF-36 / Landing Force
      - CTF-37 / Amphibious Force
      - CTF-38 / Carrier Strike Force

    - Septième flotte des États-Unis
      - CTF-70 / Battle Force
      - CTF-71 / Combat Support Force
      - CTF-72 / Patrol and Reconnaissance Force
      - CTF-73 / Logistic Support Force
      - CTF-74 / Submarine Force
      - CTF-75 / Surface Combatant Force
      - CTF-76 / Amphibious Force
      - CTF-77 / Carrier Strike Force
      - CTF-79 / Landing Force

    - Naval Surface Forces, United States Pacific Fleet
      - Destroyer Squadron 1 (en)
      - Destroyer Squadron 7 (en)
      - Destroyer Squadron 15 (en)
      - Destroyer Squadron 21
      - Destroyer Squadron 23
      - Destroyer Squadron 28 (en)
      - Carrier Strike Group One
      - Carrier Strike Group 3
      - Carrier Strike Group Five (en)
      - Carrier Strike Group Seven (en)
      - Cruiser Destroyer Group 1
      - Cruiser Destroyer Group 3
      - Cruiser Destroyer Group 5
      - Surface Group PACNORWEST
      - Surface Group MIDPAC
      - Logistics Group WESTPAC
      - Amphibious Group 1
      - Amphibious Group 3
      - Explosive Ordnance Disposal Group 1

    - Naval Submarine Forces, United States Pacific Fleet
      - Submarine Squadron 1 (en)
      - Submarine Squadron 7 (en)

    - Naval Air Forces, United States Pacific Fleet
      - Fleet Air, West Pacific
      - Airborne Early Warning Wing
        - VAW-112
        - VAW-113
        - VAW-115
        - VAW-116
        - VAW-117
        - VRC-30

    - Naval Region, Southwest
    - Naval Region, Northwest
    - Naval Region, Hawaii
    - Maritime Defense Zone Pacific
    - United States Naval Forces Marianas

  - United States Marine Corps Forces, Pacific (en)
  - United States Pacific Air Forces
  - United States Forces Japan
  - United States Forces Korea
  - Alaskan Command (en)
    - United States Army Alaska (en)
    - Eleventh Air Force
    - United States Naval Forces, Alaska

  - Special Operations Command Pacific (en)
  - Asia-Pacific Center for Security Studies (en)
  - Information Systems Support Activity
  - Pacific Automated Server Site Japan
  - Cruise Missile Support Activity
  - Special Intelligence Communications
  - Joint Intelligence Center Pacific
  - Joint Intelligence Training Activity Pacific
  - Joint Interagency Task Force West (en)
  - Joint Task Force Full-Accounting

#### United States Southern Command
- United States Southern Command

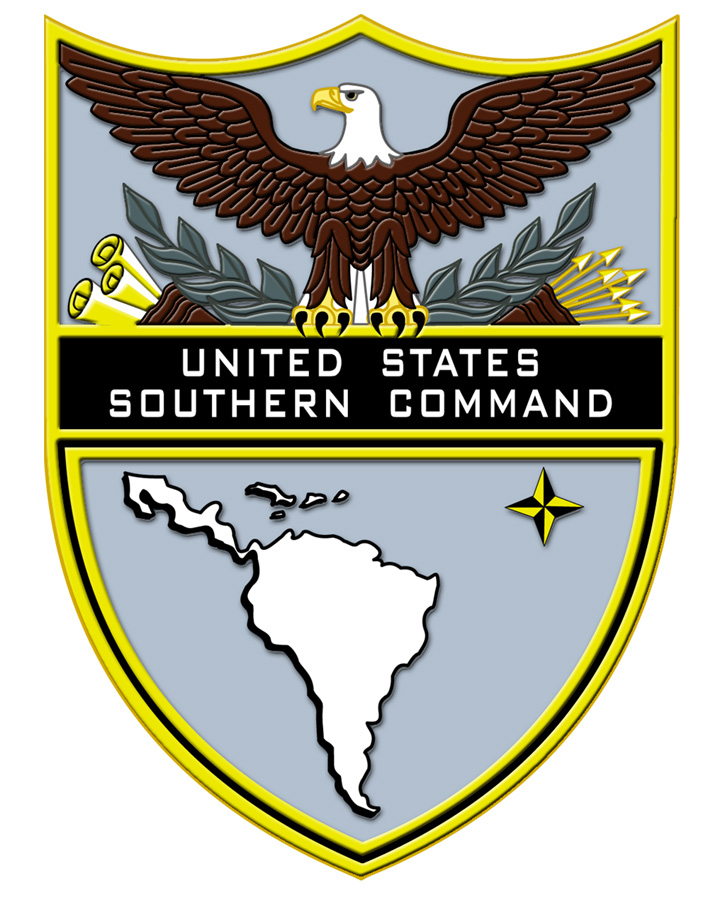
Emblème de l'United States Southern Command

- USSOUTHCOM : commandant : général Douglas M. Fraser (en), US Air Force
  - Commandant adjoint : vice amiral Joseph D. Kernan, USN
  - Chef d'état-major : brigadier général Juan G. Ayala, USMC
  - Commandant sergent-major : sergent major Louis M. Espinal, USMC

##### Ordre de bataille
- United States Southern Command
  - United States Army South (Fort Sam Houston, TX)
    - 1st Battalion, 228th Aviation Regiment (Soto Cano AB, Honduras)
    - 56th Signal Battalion (Fort Sam Houston, TX)

  - United States Naval Forces Southern Command (Base navale de Mayport, FL)
    - Naval Surface Group Two
    - Destroyer Squadron Six
    - Destroyer Squadron Fourteen

  - II Marine Expeditionary Force/United States Marine Corps Forces, South (en) (Marine Corps Base Camp Lejeune, NC)
    - 2e division des Marines
    - 2nd Marine Logistics Group (en)
    - 2nd Marine Air Wing
    - 2nd Marine Expeditionary Brigade
    - 4th Marine Expeditionary Brigade
    - 22nd Marine Expeditionary Unit (en)
    - 24th Marine Expeditionary Unit (en)
    - 26th Marine Expeditionary Unit (en)
    - Air Contingency Marine Air Ground Task Force

  - Twelfth Air Force/ United States Southern Command Air Forces (Davis-Monthan Air Force Base, AZ)
    - 7th Bomb Wing
    - 28th Bomb Wing
    - 49th Fighter Wing
    - 355th Wing
    - 366th Fighter Wing
    - 388th Fighter Wing
    - 1st Air Support Operations Group (en)
    - 3d Combat Communications Group (en)
    - 612th Air Operation Group
    - 820th RED HORSE Squadron

  - Special Operations Command South
  - Southern Surveillance Reconnaissance Operations Center
  - Joint Interagency Task Force East (Naval Air Station Key West, FL)
  - Joint Interagency Task Force West (en)
  - Joint Task Force Guantanamo (en) (Base navale de la baie de Guantánamo, Cuba)
  - Joint Task Force Bravo (en) (Base aérienne de Soto Cano, Honduras)
    - 612th Air Base Squadron
    - Army Forces
    - Medical Elements
    - 1st Battalion, 228th Aviation Regiment
    - Joint Security Forces

  - Joint Task Force Piton

#### United States Joint Forces Command
- United States Joint Forces Command (désactivé en 2011)

##### Ordre de bataille

###### United States Army Forces Command(FORSCOM) (Fort Bragg, NC)
- 1er corps d'armée
  - 2nd Brigade Combat Team, 2e division d'infanterie (Stryker brigade), Fort Lewis
  - 3rd Brigade Combat Team, 2e division d'infanterie (Stryker brigade), Fort Lewis
  - 4th Brigade Combat Team, 2nd Infantry Division (en) (Stryker brigade), Fort Lewis
  - 17th Field Artillery Brigade (United States) (en), Fort Lewis
  - 42nd Military Police Brigade (United States) (en), Fort Lewis
  - 62nd Medical Brigade (United States) (en), Fort Lewis
  - 201st Battlefield Surveillance Brigade (en), Fort Lewis
  - 555th Engineer Brigade (United States) (en), Fort Lewis
  - 10th Sustainment Command, Fort Lewis
    - 593rd Sustainment Brigade (United States) (en), Fort Lewis
- 3e corps d'armée (Fort Hood, TX)
  - 1re division blindée, Fort Bliss
  - 1re division de cavalerie, Fort Hood
  - 1re division d'infanterie, Fort Riley
  - 4e division d'infanterie, Fort Carson
  - 3e régiment de cavalerie, Fort Hood
  - III Corps Artillery, Fort Sill
    - 41st Fires Brigade (United States) (en), Fort Hood
    - 75th Fires Brigade (United States) (en), Fort Sill
    - 212th Fires Brigade (United States) (en), Fort Bliss
    - 214th Fires Brigade (United States) (en), Fort Sill

  - 36th Engineer Brigade (United States) (en), Fort Hood
  - 504th Battlefield Surveillance Brigade (en), Fort Hood
  - 89th Military Police Brigade (United States) (en), Fort Hood
  - 13th Sustainment Command (Expeditionary) (en), Fort Hood
- 18e corps aéroporté (Fort Bragg, NC)
  - 3e division d'infanterie, Fort Stewart
  - 10e division de montagne, Fort Drum
  - 82e division aéroportée, Fort Bragg
  - 101e division aéroportée, Fort Campbell
  - 18th Fires Brigade (United States) (en), Fort Bragg
  - 20th Engineer Brigade (United States) (en), Fort Bragg
  - 525th Battlefield Surveillance Brigade (United States) (en), Fort Bragg
  - 16th Military Police Brigade (United States) (en), Fort Bragg
  - 44th Medical Brigade (United States) (en), Fort Bragg
- 32nd Army Air & Missile Defense Command (en) (Ft Bliss, TX)
  - 11th Air Defense Artillery Brigade (en) (Ft Bliss, TX)
  - 31st Air Defense Artillery Brigade (United States) (en) (Fort Sill, OK)
  - 35th Air Defense Artillery Brigade (en) (Osan AB, South Korea)
  - 69th Air Defense Artillery Brigade (United States) (en) (Fort Hood, TX)
  - 108th Air Defense Artillery Brigade (United States) (en) (Fort Bragg, NC)
  - Détachement 1 (FL ARNG) (Orlando, FL)
- Army Network Enterprise Technology Command (en) (Ft Huachuca, AZ)
  - 11th Signal Brigade (United States) (en) (Ft Huachuca, AZ)
  - 21st Signal Brigade (en) (Ft Detrick, MD)
  - 5th Signal Command (United States) (en) (Mannheim, Germany)
  - 311th Signal Command (United States) (en)(Multi-Component) (Ft Shafter, HI)
    - 1st Signal Brigade (United States) (en) (Seoul, South Korea)

  - 335th Theater Signal Command (United States) (en) (USAR) (East Point, GA (Deployed to Kuwait))
    - 160th Signal Brigade (United States) (en) (Strategic) (Camp Arifjan, Kuwait)

  - 93rd Signal Brigade (United States) (en) (Ft Gordon, GA)
  - 516th Signal Brigade (en) (Ft Shafter, HI)
- 52nd Ordnance Group (EOD) (en) (Ft Campbell, KY)
- 111th Ordnance Group (AL ARNG) (Ft Gillem, GA)
- National Training Center (NTC) (Ft Irwin, CA)
  - 11th Armored Cavalry Regiment (United States) (en) (OPFOR) (Ft Irwin, CA)
- Joint Readiness Training Center (JRTC) (Ft Polk, LA)
  - Warrior Brigade (Support) (Ft Polk, LA)
- 1re armée (Rock Island Arsenol, IL)
  - First Army Division East (en) (Ft Meade, MD)[3]
    - 157th Infantry Brigade (United States) (en) (Fort Jackson, SC)
    - 158th Infantry Brigade (United States) (en) (Patrick Air Force Base, FL)
    - 174e brigade d'infanterie (Fort Drum, NY)
    - 188e brigade d'infanterie (Fort Stewart, GA)
    - 205th Infantry Brigade (United States) (en) (Camp Atterbury, IN)
    - 177th Armored Brigade (United States) (en) (Camp Shelby, MS)
    - 4th Cavalry Brigade (United States) (en) (Fort Knox, KY)
    - 72nd Field Artillery Brigade (United States) (en) (Fort Meade, MD)

  - First Army Division West (en) (Fort Hood, TX)[4]
    - 120th Infantry Brigade (United States) (en) (Fort Hood, TX)
    - 166th Aviation Brigade (United States) (en) (Fort Hood, TX)
    - 181st Infantry Brigade (United States) (en) (Fort McCoy, WI)
    - 191st Infantry Brigade (United States) (en) (Fort Lewis, WA)
    - 402nd Field Artillery Brigade (United States) (en) (Fort Bliss, TX)
    - 479th Field Artillery Brigade (United States) (en) (Fort Hood, TX)
    - 5th Armored Brigade (United States) (en) (Fort Bliss, TX)
    - 189e brigade d'infanterie (Fort Hood, TX)

  - 28e division d'infanterie (Mechanized) (PA ARNG) (Harrisburg, PA)
  - 34e division d'infanterie (Medium) (MN ARNG) (Rosemount, MN)
  - 35e division d'infanterie (Mechanized) (KS ARNG) (Ft Leavenworth, KS)
  - 38e division d'infanterie (Mechanized) (IN ARNG) (Indianapolis, IN)
  - 42e division d'infanterie (Mechanized) (NY ARNG) (Troy, NY)
  - 29e division d'infanterie (VA ARNG) (Ft Belvoir, VA)
  - 155th Brigade Combat Team (United States) (en) (MS ARNG) (Tupelo, MS (Deployed to Iraq))
  - 27th Infantry Brigade (United States) (en) (Light) (Enhanced Readiness) (NY ARNG) (Syracuse, NY)
  - 32nd Infantry Brigade Combat Team (United States) (en) (Light) (WI ARNG) (Madison, WI)
  - 76th Infantry Brigade (en) (Light) (Enhanced Readiness) (IN ARNG) (Indianapolis, IN)
  - 256th Infantry Brigade (United States) (en) (Mechanized) (Enhanced Readiness) (LA ARNG) (Lafayette, LA)
  - 631st Field Artillery Brigade (en) (MS ARNG) (Grenada, MS)
  - 168th Engineer Group (en) (MS ARNG) (Vicksburg, MS)
  - 43rd Military Police Brigade (en) (RI ARNG) (Warwick, RI)
  - 244th Theater Aviation Brigade (en) (Lift) (USAR) (Ft Sheridan, IL)
  - 31st Chemical Brigade (en) (AL ARNG) (Northport, AL)
  - 228th Signal Brigade (en) (SC ARNG) (Spartanburg, SC)
  - 261st Signal Brigade (en) (DE ARNG) (Dover, DE)
  - 184th Transportation Group (en) (Composite) (MS ARNG) (Laurel, MS)
  - 78e division d'infanterie (Training Support) (USAR) (Ft Dix, NJ)
  - 85e division d'infanterie (Training Support) (USAR) (Arlington Heights, IL)
  - 87e division d'infanterie (Exercise) (USAR) (Birmingham, AL)
  - 36e division d'infanterie (Mechanized) (TX ARNG) (Austin, TX)
  - 57th Field Artillery Brigade (United States) (en) (WI ARNG) (Milwaukee, WI)
  - 115th Engineer Group (en) (Construction) (UT ARNG) (Draper, UT)
  - 300th Military Intelligence Brigade (United States) (en) (Linguist) (UT ARNG) (Draper, UT)
  - 75e division d'infanterie (Training Support) (USAR) (Ft Sam Houston, TX)
  - 91e division d'infanterie (Training Support) (USAR) (Ft. Baker, CA)
  - 67th Area Support Group (en) (NE ARNG) (Lincoln, NE)
  - United States Army Reserve Command (en) (USARC) (Ft Bragg, NC)
  - 63rd Regional Readiness Command (en) (USAR) (Los Alamitos, CA)
    - 104th Division (Institutional Training) (en) (USAR) (Vancouver Bks, WA)
    - 653rd Area Support Group (USAR) (Moreno Valley, CA)
    - 2nd Medical Brigade (en) (USAR) (Hamilton Fd, CA)

  - 70th Regional Readiness Command (en) (USAR) (Ft Lawton, WA)
    - 654th Area Support Group (en) (Tumwater, WA)

  - 77th Regional Readiness Command (en) (USAR) (Ft Totten, NY)
    - 800th Military Police Brigade (en) (Enemy Prisoner of War) (USAR) (Uniondale, NY)
    - 455th Chemical Brigade (en) (USAR) (Ft Dix, NJ)
    - 98e division d'infanterie (Institutional Training) (USAR) (Rochester, NY)
    - 301st Area Support Group (en) (USAR) (Flushing, NY)
    - 8th Medical Brigade (en) (USAR) (Ft Wadsworth, NY)

  - 77e division d'infanterie (Reinforcement Training Unit) (USAR) (Ft Totten, NY)
  - 81st Regional Readiness Command (USAR) (Fort Jackson, SC)
    - 100e division d'infanterie (Institutional Training) (USAR) (Louisville, KY)
    - 108th Division (United States) (en) (Institutional Training) (USAR) (Charlotte, NC)
    - 926th Engineer Group (en) (USAR) (Montgomery, AL)
    - 415th Chemical Brigade (en) (USAR) (Greenville, SC)
    - 81st Regional Support Group (en) (USAR) (Ft Jackson, SC)
    - 171st Area Support Group (en) (USAR) (Garner, NC)
    - 640th Area Support Group (en) (USAR) (Nashville, TN)
    - 641st Area Support Group (en) (USAR) (St Petersburg, FL)
    - 642nd Area Support Group (en) (USAR) (Ft Gordon, GA)
    - 1st Headquarters Brigade (en) (USAR) (Nashville, TN)
    - 332nd Medical Brigade (en) (USAR) (Nashville, TN)
    - 5th Medical Group (en) (USAR) (Birmingham, AL)

  - 88th Regional Readiness Command (USAR) (Fort McCoy, WI)
    - 84e division d'infanterie (Institutional Training) (USAR) (Milwaukee, WI)
    - 300th Military Police Command (USAR) (Inkster, MI)
    - 303rd Ordnance Group (USAR) (Springfield, IL)
    - 88th Regional Readiness Group (USAR) (Indianapolis, IN)
    - 643rd Area Support Group (en) (USAR) (Whitehall, OH)
    - 645th Area Support Group (en) (USAR) (Southfield, MI)
    - 646th Area Support Group (en) (USAR) (Madison, WI)
    - 330th Medical Brigade (en) (USAR) (Ft Sheridan, IL)

  - 89th Regional Readiness Command (USAR) (Wichita, KS)
    - 95e division d'infanterie (Institutional Training) (USAR) (Oklahoma City, OK)
    - 166th Aviation Brigade (United States) (en) (Training Support) (Ft Riley, KS)
    - 561st Corps Support Group (USAR) (Omaha, NE)
    - 917th Corps Support Group (USAR) (Belton, MO)
    - 326th Area Support Group (USAR) (Kansas City, KS)
    - 648th Area Support Group (USAR) (St Louis, MO)
    - 331st Medical Group (USAR) (Wichita, KS)

  - 90th Regional Readiness Command (USAR) (Little Rock AFB, AR)
    - 647th Area Support Group (USAR) (El Paso, TX)
    - 90th Regional Support Group (USAR) (San Antonio, TX)

  - 94th Regional Readiness Command (USAR) Devens RFTA, MA (inactivated; number assigned to the 94th Division (Force Sustainment), Fort Lee, VA)[5]
    - 167th Area Support Group (USAR) (Manchester, NH (Deployed to Iraq))
    - 804th Medical Brigade (en) (USAR) (Devens RFTA, MA)

  - 96th Regional Readiness Command (USAR) (Ft Douglas, UT)
  - 99th Regional Readiness Command (USAR) (Moon Township, PA)
    - 220th Military Police Brigade (en) (USAR) (Gaithersburg, MD)
    - 367th Military Police Group (USAR) (Ashley, PA)
    - 80e division d'infanterie (Institutional Training) (USAR) (Richmond, VA)
    - 38th Ordnance Group (USAR) (Charleston, WV)
    - 464th Chemical Brigade (en) (USAR) (Johnstown, PA)
    - 475th Quartermaster Group (Petroleum & Water) (USAR) (Farrell, PA)
    - 656th Area Support Group (USAR) (NAS Willow Grove, PA)
    - 309th Medical Group (USAR) (Rockville, MD)
    - 99th Headquarters Brigade (USAR) (Willow Grove, PA)

###### United States Air ForceAir Combat Command(ACC) (Langley AFB, VA)
- First Air Force (en) (Tyndall AFB, FL)
- 9th Air Force (Shaw AFB, SC)
  - 1st Fighter Wing (F-15C/D) (Langley AFB, VA)
  - 33d Fighter Wing (en) (F-15C/D) (Eglin AFB, FL)
  - 4th Fighter Wing (F-15E) (Seymour Johnson AFB, NC)
  - 20th Fighter Wing (SEAD) (F-16CJ/DJ) (Shaw AFB, SC)
  - 820th Security Forces Group (en) (Moody AFB, GA)
  - 5th Combat Communications Group (en) (Robins AFB, GA)
- Air Forces Southern (Davis-Monthan AFB, AZ)
  - 7th Bomb Wing (B-1B) (Dyess AFB, TX)
  - 28th Bomb Wing (B-1B) (Ellsworth AFB, SD)
  - 366th Fighter Wing (Fighter and Bomber) (B-1B, F-15C/D/E, F-16CJ/DJ, KC-135R) (Mountain Home AFB, ID)
  - 388th Fighter Wing (F-16CG/DJ) (Hill AFB, UT)
  - 27th Fighter Wing (F-16CG/DG) (Cannon AFB, NM)
  - 301st Fighter Wing (AFRes) (F-16C/D) (NAS Fort Worth JRB, TX)
  - 49th Fighter Wing (F-117A, AT-38B, T-38A) (Holloman AFB, NM)
  - 355th Wing (Fighter and Electronic Countermeasures) (OA/A-10A, EC-130E/H) (Davis-Monthan AFB, AZ)
  - 507th Air Refueling Wing (AFRes) (KC-135R, E-3B/C, TC-18E) (Tinker AFB, OK)
- Tenth Air Force (AFRes) (NAS Fort Worth JRB, TX)
  - 917th Wing (Fighter and Bomber) (AFRes) (B-52H, OA/A-10A) (Barksdale, AFB)
  - 419th Fighter Wing (AFRes) (F-16C/D) (Hill AFB, UT)
  - 482d Fighter Wing (AFRes) (F-16C/D) (Homestead ARB, FL)
  - 442d Fighter Wing (AFRes) (OA/A-10A) (Whiteman AFB, MO)
  - 926th Fighter Wing (AFRes) (OA/A-10A) (NAS New Orleans JRB, TX)
  - 920th Rescue Wing (AFRes) (HC-130P, C-130E, HH-60G) (Patrick AFB, FL)
- Air Warfare Center (Nellis AFB, NV)
  - 53d Wing (en) (Test and Evaluation) (F-15C/D/E, F-16C/CG/CJ/D/DG/DJ, F-117A, OA/A-10A, E-9A, Boeing 707, QF-4E/G, QRF-4C, HH-60G) (Eglin AFB, FL)
  - 57th Wing (Combat Training, Test and Evaluation) (F-15C/D/E, F-16C/CG/CJ/D/DG/DJ, OA/A-10A, HH-60G, RQ-1A) (Nellis AFB, NV)
  - 505th Command and Control Wing (Hurlburt Field, FL)
  - 99th Air Base Wing (Nellis AFB, NV)
- Garde nationale aérienne (ANG)
  - 131st Fighter Wing (MO ANG) (F-15A/B) (Lambert Fd, St Louis, MO)
  - 159th Fighter Wing (LA ANG) (F-15A/B, C-130E) (NAS New Orleans JRB, LA)
  - 113th Wing (Fighter & Airlift) (DC ANG) (F-16C/D, C-21A, C-38A) (Andrews AFB, MD)
  - 114th Fighter Wing (SD ANG) (F-16C/D) (Joes Foss Fd, Sioux Falls, SD)
  - 115th Fighter Wing (WI ANG) (F-16C/D, C-26B) (Dane CAP, Truax Fd, WI)
  - 122nd Fighter Wing (IN ANG) (F-16C/D) (Fort Wayne MAP, IN)
  - 127th Wing (Fighter and Airlift) (MI ANG) (F-16C/D, C-130E, C-26B) (Selfridge ANBG, MI)
  - 132nd Fighter Wing (IA ANG) (F-16CG/DG) (Des Moines MAP, IA)
  - 138th Fighter Wing (OK ANG) (F-16CG/DG) (Tulsa IAP, OK)
  - 140th Wing (Fighter & Training) (CO ANG) (F-16C/D, C-21A, C-26A) (Buckley ANGB, CO)
  - 150th Fighter Wing (NM ANG) (F-16C/CG/D/DG, C-26B) (Kirtland AFB, NM)
  - 174th Reconnaissance Wing (NY ANG) (M-9 Reaper) (Syracuse-Hancock Fd, NY)
  - 177th Fighter Wing (NJ ANG) (F-16C/D) (Atlantic City IAP, NJ)
  - 180th Fighter Wing (OH ANG) (F-16CG/DG) (Toledo Express AP, OH)
  - 181st Intelligence Wing (IN ANG) (Hulman Fd, Terre Haute, IN)
  - 183d Fighter Wing (en) (IL ANG) (F-16C/D) (Capitol AP, Springfield, IL)
  - 187th Fighter Wing (AL ANG) (F-16C/D, C-26B) (Montgomery-Dannelly Fd, AL)
  - 188th Fighter Wing (AR ANG) (F-16C/D) (Ft Rock MAP, AR)
  - 192nd Fighter Wing (VA ANG) (F-16C/D) (Richard E Byrd IAP, VA)
  - 169th Fighter Wing (SEAD) (SC ANG) (F-16CJ/D, C-130E) (McEntire ANGB, SC)
  - 103d Airlift Wing (CT ANG) (O/A-10A) (Bradley ANGB, CT)
  - 104th Fighter Wing (MA ANG) (O/A-10A) (Barnes MAP, Westfield, MA)
  - 110th Fighter Wing (MI ANG) (O/A-10A) (Battle Creek ANGB, MI)
  - 111th Fighter Wing (PA ANG) (OA/A-10A, C-26A) (NAS Willow Grove, PA)
  - 124th Wing (ID ANG) (O/A-10A) (Boise AT, ID)
  - 175th Wing (Fighter and Airlift) (MD ANG) (OA/A-10A) (Glenn L Martin AP, Baltimore, MD)
  - 106th Rescue Wing (NY ANG) (HC-130N/P, HH-60G) (Francis Gabreski ANGB, NY)
  - 129th Rescue Wing (CA ANG) (HC-130P, HH-60G) (NAS Moffett Fd, CA)
  - 147th Reconnaissance Wing (TX ANG) (MQ-1 Predator) (Ellington ANGB, Houston, TX)
  - 163rd Reconnaissance Wing (CA ANG) (MQ-1 Predator) (March AFB, CA)
  - 102nd Intelligence Wing (MA ANG) (Unknown) (Otis ANGB, Falmouth, MA)
  - 184th Intelligence Wing (KS ANG) (Unknown) (McConnell AFB, KS)

###### United States Fleet Forces Command(USFLTFORCOM) (Norfolk NB, VA)
- Deuxième flotte des États-Unis (NB Norfolk, VA)
  - Task Force 20 (en) (2d Fleet Battle Force)
    - Theodore Roosevelt Strike Group / Carrier Strike Group Two (CARSTRKGRU 2) (USS Theodore Roosevelt (CVN-71)) (NB Norfolk, VA)
    - Harry S. Truman Strike Group / Carrier Strike Group 10 (CARSTRKGRU 10) (USS Harry S. Truman (CVN-75)) (NB Norfolk, VA)
    - John F. Kennedy Strike Group / Carrier Strike Group Six (en) (CARSTRKGRU 6) (USS John F. Kennedy (CV-67)) (NS Mayport, FL)
    - Eisenhower Strike Group / Carrier Strike Group 8 (CARSTRKGRU 8) (USS Dwight D. Eisenhower (CVN-69)) (NB Norfolk, VA))
    - Enterprise Strike Group / Carrier Strike Group 12 (CARSTRKGRU 12) (USS Enterprise (CVN-65)) (NB Norfolk, VA)
    - George Washington Strike Group (USS George Washington (CVN-73)) (NB Norfolk, VA)
    - Carrier Strike Group Fourteen (en) (CARSTRKGRU 14) (NB Norfolk, VA)

  - Task Force 21 (2d Fleet Patrol Reconnaissance Force) / Patrol and Reconnaissance Force Atlantic Fleet (PATRECONFORLANT) (NS Norfolk, VA)
  - Task Force 22 (2d Fleet Amphibious Force) / Amphibious Group 2 (PHIBGRU 2) (NB Norfolk, VA)
    - Kearsarge Expeditionary Strike Group / Expeditionary Strike Group 6 / Amphibious Squadron 8 (PHIBRON 8) (USS Kearsarge (LHD-3)) (NB Norfolk, VA (Deployed))
    - Saipan Expeditionary Strike Group / Expeditionary Strike Group 4 / Amphibious Squadron 2 (PHIBRON 2) (USS Saipan (LHA-2)) (NB Norfolk, VA (Deployed))
    - Wasp Expeditionary Strike Group / Expeditionary Strike Group 2 / Amphibious Squadron 4 (PHIBRON 4) (USS Wasp (LHD-1)) (NB Norfolk, VA (Post-Deployment))
    - Bataan Expeditionary Strike Group (USS Bataan (LHD-5)) (NAB Little Creek, VA (Intermediate Training))
    - Naval Coastal Warfare Group Two (Williamsburg, VA)
    - Tactical Air Control Group 2 (TACGRU 2) (NAB Little Creek, VA)
    - Naval Beach Group 2 (NAVBEACHGRU 2) (NB Norfolk, VA?)

  - Task Force 23 (2d Fleet Landing Force)
  - Task Force 24 (2d Fleet ASW Force)
  - Task Force 25 (2d Fleet Mobile Logistics Support Force) / Combat Logistics Squadron 2 (LOGRON 2) (NB Norfolk, VA)
  - Task Force 26 (2d Fleet Patrol Air Force) / Patrol and Reconnaissance Force Atlantic Fleet (PATRECONFORLANT) (NS Norfolk, VA)
  - Task Force 28 (2d Fleet Caribbean Contingency Force) (NS Mayport, FL)
  - Carrier Group 4 (CARGRU 4) / Carrier Striking Force (Battle Group Training) (NB Norfolk, VA)
- Task Force 40 / Naval Surface Force Atlantic Fleet (NAVSURFLANT) (NB Norfolk, VA)
  - Combat Logistics Squadron 2 (COMLOGRON 2) (NWS Earle, NJ)
- Task Force 41 / Naval Air Force Atlantic Fleet (NAVAIRLANT) (NAS Oceana, VA)
  - Fighter Wing Atlantic Fleet (FITWINGLANT) (NAS Oceana, VA)
  - Strike Fighter Wing Atlantic Fleet (STRIKFIGHTWINGLANT) (NAS Oceana, VA)
  - Sea Control Wing Atlantic Fleet (SEACONWINGLANT) (NAS Jacksonville, FL)
  - Helicopter Anti-Submarine Wing Atlantic Fleet (HSWINGLANT) (NAS Jacksonville, FL)
  - Helicopter Anti-Submarine Light Wing Atlantic Fleet (HSLWINGLANT) (NS Mayport, FL)
  - Helicopter Sea Combat Wing Atlantic Fleet (HELSEACOMWINGLANT) (NAS Norfolk, VA)
    - Helicopter Sea Combat Squadron TWO (HSC-2) (NAS Norfolk, VA)
    - Helicopter Sea Combat Squadron TWENTY TWO (HSC-22) (NAS Norfolk, VA)
    - Helicopter Sea Combat Squadron TWENTY SIX (HSC-26) (NAS Norfolk, VA)
    - Helicopter Sea Combat Squadron TWENTY EIGHT (HSC-28) (NAS Norfolk, VA)
    - Helicopter Sea Combat Squadron EIGHTY FOUR (HSC-84) (NAS Norfolk, VA)
    - Helicopter Mine Countermeasures Squadron FOURTEEN (HM-14) (NAS Norfolk, VA)
    - Helicopter Mine Countermeasures Squadron FIFTEEN (HM-15) (NAS Corpus Christi, TX)
    - Airborne Mine Countermeasures Weapon Systems Training School (AMCMWPNSYSTRASCOL) (NAS Norfolk, VA)
    - Helicopter Sea Combat Weapons School Atlantic(HSCWEPSCOLANT) (NAS Norfolk, VA)

  - Airborne Early Warning Wing Atlantic Fleet (AEWWINGLANT) (NAS Norfolk, VA)
  - Reserve Carrier Air Wing 20 (CVWR 20) (NAS Atlanta, GA)
- Task Force 42 / Naval Submarine Force Atlantic Fleet (NAVSUBLANT) (NB Norfolk, VA)
  - Submarine Group 2 (SUBGRU 2) (NSB New London, CT)
    - Naval Submarine Support Center (NB Norfolk, VA)
- Task Force 43 (Training Command Atlantic Fleet?)
- Task Force 44 (Coast Guard Force Atlantic Fleet) / Coast Guard Atlantic Area (Portsmouth, VA)
- Task Force 45 / Fleet Marine Forces Atlantic (MARFORLANT) (Norfolk NB, VA)
- Task Force 46 (Mine Warfare Command Atlantic Fleet (MINEWARCOM)) (USS Inchon (MCS-12)) (NS Ingleside, TX)
- Task Force 48 (Naval Construction Battalions Atlantic Fleet) (NAB Little Creek, VA)
- Task Force 80 (Naval Patrol and Protection of Shipping Atlantic Fleet)
- Task Force 81 (Sea Control and Surveillance Force Atlantic Fleet) / Patrol and Reconnaissance Force Atlantic Fleet (PATRECONFORLANT) (NS Norfolk, VA)
- Task Force 82 (Amphibious Task Force)
- Task Force 83 (Landing Force (II Marine Expeditionary Force (II MEF)) (Camp Lejeune, NC)
- Task Force 84 (ASW Force Atlantic Fleet) / Naval Submarine Force Atlantic Fleet (NAVSUBLANT) (NB Norfolk, VA)
- Task Force 85 (Mobile Logistics Support Force Atlantic Fleet) / Combat Logistics Squadron 2 (LOGRON 2) (NB Norfolk, VA)
- Task Force 86 (Patrol Air Force Atlantic Fleet) / Patrol and Reconnaissance Force Atlantic Fleet (PATRECONFORLANT) (NS Norfolk, VA)
  - Patrol and Reconnaissance Wing 5 (PATRECONWING 5) (NAS Brunswick, ME)
  - Patrol and Reconnaissance Wing 11 (PATRECONWING 11) (NAS Jacksonville, FL)
  - Reserve Patrol Wing (RESPATWING) (NAS Oceana, VA)
- Task Force 87 (Tactical Development and Evaluation and Transit Force Atlantic Fleet)
- Task Force 88 (Training Force Atlantic Fleet) (NB Norfolk, VA)
- Task Force 89 (Maritime Defense Zone Atlantic Fleet) (USCGS Portsmouth, VA)
- Task Force 125 (Naval Surface Group 2 (NAVSURFGRU 2)) (NS Mayport, FL)
- Task Force 137 (Naval Forces Eastern Atlantic) (Naples, Italy)
- Task Force 138 (Naval Forces South Atlantic)
- Task Force 139 (Multilateral Special Operations Force)
- Task Force 142 (Operational Test and Evaluation Force) (NB Norfolk, VA)

###### United States Marine Corps Forces Command (Norfolk NB, VA)
- United States Marine Corps Forces Command (en)
  - II Marine Expeditionary Force (II MEF) (Camp Lejeune, NC)
    - 2e division des Marines (Camp Lejeune, NC)
    - 2nd Marine Expeditionary Brigade (en) (Camp Lejeune, NC)
    - 2nd Marine Aircraft Wing (2d MAW) (MCAS Cherry Point, NC)
    - 2nd Marine Logistics Group (en) (Camp Lejeune, NC)

  - Marine Forces Reserve (en) (MARFORRES) (New Orleans, LA)
    - 4e division des Marines (MARFORRES) (New Orleans, LA)
    - 4th Marine Air Wing (en) (4th MAW) (MARFORRES) (New Orleans, LA)
    - 4th Marine Logistics Group (MARFORRES) (New Orleans, LA)
    - Anti-Terrorism Battalion (en) (Camp Lejeune, NC)

###### United States Forces Azores (USAFORAZ)
- United States Forces Azores (en) (Base aérienne de Lajes, Açores)
  -     - 65th Air Base Wing (en) (Base aérienne de Lajes, Açores)

  - Special Operations Command Joint Forces Command (SOCJFCOM) (Suffolk, VA)

### Unified Combatant Commands - Responsabilités fonctionnelles

#### United States Special Operations Command
- United States Special Operations Command

Emblème de l'United States Special Operations Command

- USSOCOM : commandant : amiral Eric T. Olson, USN

##### Ordre de bataille
- United States Special Operations Command (MacDill AFB, Florida)
  - Army Special Operations Command (Fort Bragg, NC)
    - 75th Ranger Regiment (Fort Benning, GA)
    - 160th Special Operations Aviation Regiment (Airborne) (Fort Campbell, KY)
    - Special Forces Command (Airborne) (Fort Bragg, NC)
    - Special Operations Support Command (Fort Bragg, NC)
    - John F. Kennedy Special Warfare Center (Fort Bragg, NC)
    - 4th Psychological Operations Group (Airborne) (Fort Bragg, NC)
    - 95th Civil Affairs Brigade (Provisional) (Fort Bragg, NC)

  - Naval Special Warfare Command (NAB Coronado, CA)
    - Special Warfare Group One (NAB Coronado, CA)
    - Special Warfare Group Two (NAB Little Creek, VA)
    - Special Boat Squadron One (NAB Coronado, CA)
    - Special Boat Squadron Two (NAB Little Creek, VA)
    - Naval Special Warfare Center (NAB Coronado, CA)

  - Air Force Special Operations Command (Hurlburt Field, FL)
    - 919th Special Operations Wing (Duke Field, FL)
    - 18th Flight Test Squadron (Hurlburt Field, FL)
    - Air Force Special Operations Command Air Support Operations Squadron (Fort Bragg, NC)
    - United States Air Force Special Operations School (Hurlburt Field, FL)
    - 720th Special Tactics Group (Hurlburt Field, FL)
    - 16th Special Operations Wing (Hurlburt Field, FL)
    - 193d Special Operations Wing (Harrisburg IAP, PA)
    - 352nd Special Operations Group (RAF Mildenhall, Royaume-Uni)
    - 353rd Special Operations Group (Kadena AB, Japan)

  - Marine Special Operations Command
    - Marine Special Operations Advisor Group
    - 1st Marine Special Operations Battalion (Camp Pendleton, CA)
    - 2d Marine Special Operations Battalion (Camp Lejeune, NC)
    - Marine Special Operations Support Group
    - Marine Special Operations School

  - Joint Special Operations Command (Pope AFB, NC and Fort Bragg, NC)
    -       - Task Force 6-26 (Bagram AB, Afghanistan)
      - Task Force 145 (Bagram AB, Afghanistan)

    - 1st Special Forces Operational Detachment (Airborne) - Delta (Fort Bragg, NC)
    - Special Warfare Development Group (Dam Neck, VA)
    - 24th Special Tactics Squadron (en) (Pope AFB, NC)

  - Acquisitions and Logistics Center

#### United States Strategic Command
- United States Strategic Command

Emblème de l'USSTRATCOM

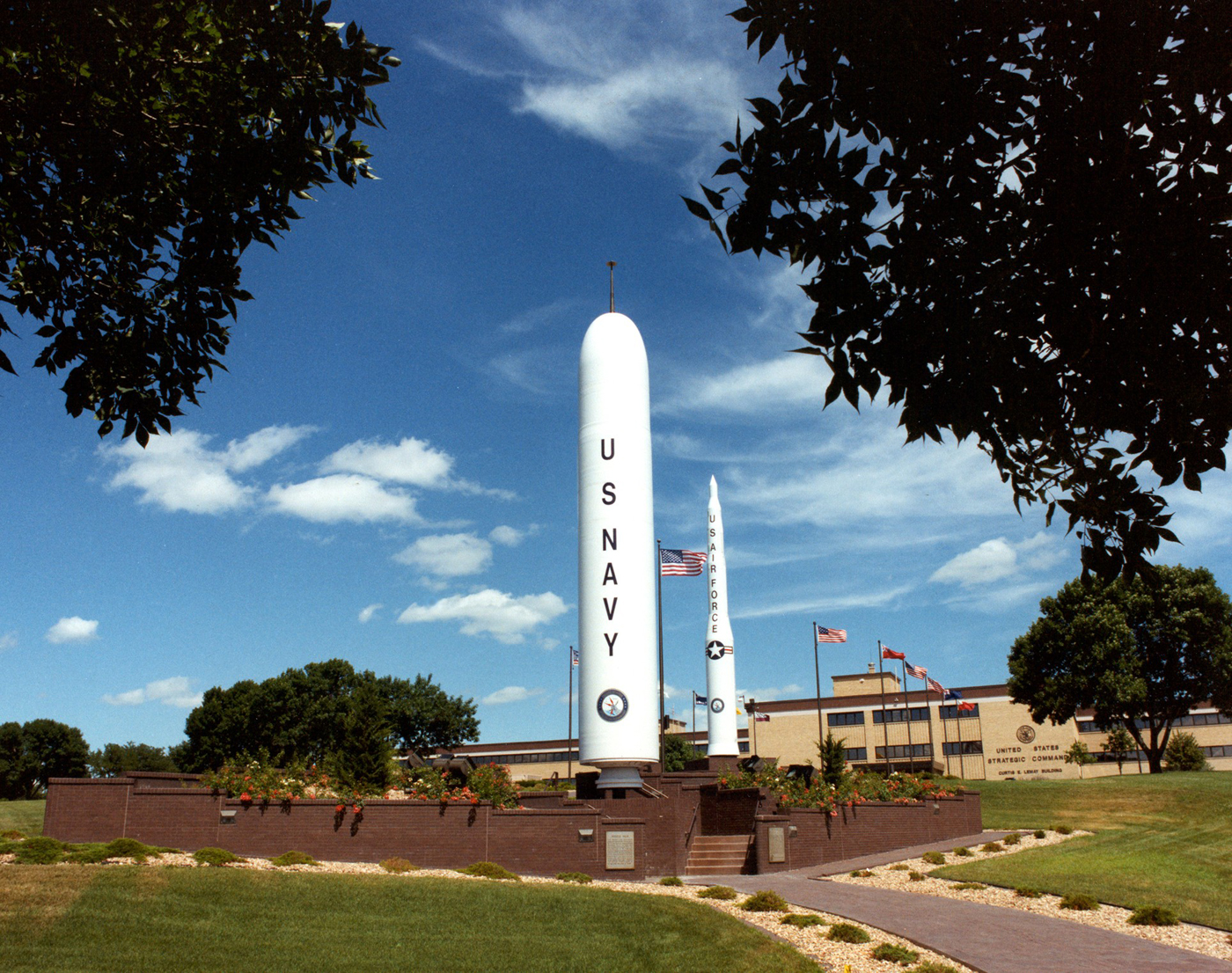
Offutt Air Force Base

- USSTRATCOM : commandant, général Kevin P. Chilton, USAF
  - Commandant adjoint : lieutenant général C. Robert "Bob" Kehler
    - Chef d'état-major : major général Howard B. Bromberg
    - Command Master Chief : Fleet Master Chief William N. Nissen

##### Ordre de bataille
- United States Strategic Command (USSTRATCOM) (Offutt AFB, NE)
  - Joint Information Operations Center (Offutt AFB, NE)
  - Strategic Communications Wing 1 (SCW 1) (TACAMO) (E-6B) (Tinker AFB, OK)
  - 20th Air Force (F. E. Warren AFB, WY)
    - 90th Space Wing (LGM-118A, LGM-30G, UH-1N) (Francis E Warren AFB, WY)
    - 91st Space Wing (LGM-30G, UH-1N) (Minot AFB, ND)
    - 341st Space Wing (LGM-30G, UH-1N) (Malmstrom AFB, MT)

  - (8th Air Force (Barksdale AFB, LA))
  - Fourteenth Air Force / US Space Air Force (USSPACEAF) (Vandenberg AFB, CA)
    - 21st Space Wing (Missile Warning) (Peterson AFB, CO)
    - 30th Space Wing (Missile Testing and Booster Launching) (LGM-30G, LGM-118A, UH-1N) (Vandenberg AFB, CA)
    - 45th Space Wing (Booster Launching and NASA Support) (Patrick AFB, FL)
    - 50th Space Wing (Satellite Operations) (Schriever AFB, CO)
    - 614th Space Operations Group (Vandenberg AFB, CA)
    - 460th Air Base Wing (Buckley ANGB, CO)

  - Naval Submarine Forces (NAVSUBFOR) (NB Norfolk, VA)
    - Submarine Force Atlantic Fleet (SUBLANT) (NB Norfolk, VA)
      - Submarine Group 10 (SUBGRU 10) (NSB Kings Bay, GA)

    - Submarine Force Pacific Fleet (SUBPAC) (NB Pearl Harbor, HI)
      - Submarine Group 9 (SUBGRU 9) (NB Kitsap, WA)

  - Air Force Space Command (AFSPC) (Peterson AFB, CO)
    - (20th Air Force (Francis E Warren AFB, WY))
    - (14th Air Force / US Space Air Force (USSPACEAF) (Vandenberg AFB, CA))

  - Fleet Forces Command (FFC) (NB Norfolk, VA)
    - (Naval Submarine Forces (NAVSUBFOR) (NB Norfolk, VA))

  - US Army Space and Missile Defense Command (USARSPACE) / US Army Forces Strategic Command (USARSTRAT) (Arlington, VA)
    - 100th Missile Defense Brigade (Ground-based Missile Defense) (Peterson AFB, CO)
    - 1st Space Brigade (Peterson AFB, CO)

  - Marine Forces Strategic Command (MARFORSTRAT) (Offutt AFB, NE)
  - US Naval Network Warfare Command (NETWARCOM) (NAB Little Creek, VA)
  - Joint Task Force-Global Network Operations (Offutt AFB, NE)

#### United States Transportation Command
- United States Transportation Command

Emblème de l'United States Transportation Command

USTRANSCOM : commandant : général Paul J. Selva, USAF

##### Ordre de bataille
- US Transportation Command (Scott AFB, IL)
  - Air Mobility Command (AMC) (Scott AFB, IL)
    - Eighteenth Air Force (en) (Scott AFB, IL)
      - 15th Expeditionary Mobility Task Force (Travis AFB, CA)
        - 60th Air Mobility Wing (C-5A/B/C, KC-10A) (Travis AFB, CA)
        - 62nd Airlift Wing (C-17A) (McChord AFB, WA)
        - 317th Airlift Group (C-130H) (Dyess AFB, TX)
        - 375th Airlift Wing (Operational Support Airlift) (C-21A, C-9A) (Scott AFB, IL)
        - 22nd Air Refueling Wing (KC-135R/T) (McConnell AFB, KS)
        - 92nd Air Refueling Wing (KC-135R/T) (Fairchild AFB, WA)
        - 19th Air Refueling Wing (KC-135R/T) (Grand Forks AFB, ND)
        - 615th Contingency Response Wing (Travis AFB, CA)
        - 715th Air Mobility Support Group (Hickam AFB, HI)

      - 21st Expeditionary Mobility Task Force (McGuire AFB, NJ)
        - 436th Airlift Wing (C-5A/B) (Dover AFB, DE)
        - 305th Air Mobility Wing (C-17A, KC-10A) (McGuire AFB, NJ)
        - 437th Airlift Wing (C-17A) (Charleston AFB, SC)
        - 43d Airlift Wing (C-130E) (Pope AFB, NC)
        - 314th Airlift Wing (C-130E/H) (Little Rock AFB, AR)
        - 89th Airlift Wing (VIP) (VC-25A, VC/C-37A, C-20B, C-32A, C-40B) (Andrews AFB, MD)
        - 6th Air Mobility Wing (KC-135R, C-37A) (MacDill AFB, FL)
        - 19th Air Refueling Group (KC-135R, EC-137D) (Robins AFB, GA)
        - 621st Contingency Response Wing (McGuire AFB, NJ)
        - 721st Air Mobility Operations Group (Ramstein AB, Germany)

    - Fourth Air Force (en) (AFRes) (McClellan AFB, CA)
      - 433d Airlift Wing (AFRes) (C-5A) (Lackland AFB, TX)
      - 445th Airlift Wing (AFRes) (C-5A) (Wright Patterson AFB, OH)
      - 349th Air Mobility Wing (AFRes) (C-5A/B/C, KC-10A (Associate unit to 60th Air Mobility Wing)) (Travis AFB, CA)
      - 452d Air Mobility Wing (AFRes) (C-17A, KC-135E) (March ARB, CA)
      - 446th Airlift Wing (AFRes) (C-17A (Associate unit to 62nd Airlift Wing)) (McChord AFB, WA)
      - 932d Airlift Wing (Operational Support Airlift) (AFRes) (C-9C (Associate unit to 375th Airlift Wing)) (Scott AFB, IL)
      - 434th Air Refueling Wing (AFRes) (KC-135R) (Grissom ARB, IN)
      - 459th Air Refueling Wing (AFRes) (KC-135R) (Andrews AFB, MD)
      - 507th Air Refueling Wing (AFRes) (KC-135R, E-3B/C, TC-18E) (Tinker AFB, OK)
      - 916th Air Refueling Wing (AFRes) (KC-125R) (Seymour-Johnson AFB, NC)
      - 931st Air Refueling Group (AFRes) (KC-135R) (McConnell AFB, KS)
      - 939th Air Refueling Wing (AFRes) (KC-135R (Portland IAP, OR)
      - 927th Air Refueling Wing (AFRes) (KC-135E) (Selfridge ANGB, MI)
      - 940th Air Refueling Wing (AFRes) (KC-135E) (Beale AFB, CA)

    - 22nd Air Force (AFRes) (Dobbins AFB, GA)
      - 94th Airlift Wing (AFRes) (C-130H) (Dobbins ARB, GA)
      - 302d Airlift Wing (AFRes) (C-130H) (Peterson AFB, CO)
      - 315th Airlift Wing (AFRes) (C-17A) (Associate unit of 437th Airlift Wing)) (Charleston AFB, SC)
      - 439th Airlift Wing (AFRes) (C-5A) (Westover ARB, MA)
      - 440th Airlift Wing (AFRes) (C-130H) (Gen. Mitchell ARS, Milwaukee, WI)
      - 512th Airlift Wing (AFRes) (C-5A/B (Associate unit to 436th Airlift Wing)) (Dover AFB, DE)
      - 908th Airlift Wing (AFRes) (C-130H) (Maxwell AFB, AL)
      - 910th Airlift Wing (AFRes) (C-130H) (Youngstown ARS, OH)
      - 911th Airlift Wing (AFRes) (C-130H) (Greater Pittsburgh IAP, PA)
      - 914th Airlift Wing (AFRes) (C-130H) (Niagara Falls IAP, NY)
      - 934th Airlift Wing (AFRes) (C-130E) (Minneapolis St Paul ARS, MN)
      - 514th Air Mobility Wing (AFRes) (C-17A, KC-10A (Associate unit to 305th Air Mobility Wing)) (McGuire AFB, NJ)

    - Garde nationale aérienne Airlift
      - 135th Airlift Group (MD ANG) (C-130J) (Glenn L Martin AP, MD)
      - 105th Airlift Wing (NY ANG) (C-5A) (Stewart IAP, NY)
      - 107th Airlift Wing (NY ANG) (C-130H) (Niagara Falls ARS, NY)
      - 109th Airlift Wing (NY ANG) (C-130H, C-26B) (Schenectedy CAP, NY)
      - 118th Airlift Wing (TN ANG) (C-130H) (Nashville MP, TN)
      - 123d Airlift Wing (KY ANG) (C-130H) (Standiford Fd, KY)
      - 130th Airlift Wing (WV ANG) (C-130H) (Yeager AP, Charleston, WV)
      - 133d Airlift Wing (MN ANG) (C-130H) (Minneapolis St Paul, MN)
      - 136th Airlift Wing (TX ANG) (C-130H) (NAS JRB Fort Worth, TX)
      - 139th Airlift Wing (MO ANG) (C-130H) (Rosecrans MAP, MO)
      - 143d Airlift Wing (RI ANG) (C-130E) (Quonset Point St AP, RI)
      - 145th Airlift Wing (NC ANG) (C-130H) (Charlotte IAP, NC
      - 146th Airlift Wing (CA ANG) (C-130E) (NAWS Pt Mugu, CA)
      - 152d Airlift Wing (NV ANG) (C-130E/H) (Reno-Tahoe IAP, NV)
      - 153d Airlift Wing (WY ANG) (C-130H) (Cheyenne MAP, WY)
      - 164th Airlift Wing (TN ANG) (C-5A) (Memphis IAP, TN)
      - 165th Airlift Wing (GA ANG) (C-130H) (Savannah IAP, GA)
      - 166th Airlift Wing (DE ANG) (C-130H) (Greater Wilmington AP, DE)
      - 167th Airlift Wing (WV ANG) (C-130H) (Martinsburgh AP, WV)
      - 172d Airlift Wing (MI ANG) (C-17) (Thompson Fd, Jackson, MI)
      - 179th Airlift Wing (OH ANG) (C-130H) (Mansfield-Lahm AP, OH)
      - 182d Airlift Wing (IL ANG) (C-130E) (Greater Peoria AP, IL)

    - Garde nationale aérienne Aerial Refueling
      - 101st Air Refueling Wing (ME ANG) (KC-135R) (Bangor IAP, ME)
      - 108th Air Refueling Wing (NJ ANG) (KC-135E) (McGuire AFB, NJ)
      - 117th Air Refueling Wing (AL ANG) (KC-135R) (Birmingham MAP, AL)
      - 121st Air Refueling Wing (OH ANG) (KC-135R) (Rickenbacker ANGB, OH)
      - 126th Air Refueling Wing (IL ANG) (KC-135E) (Chicago-O'Hare IAP, IL)
      - 134th Air Refueling Wing (TN ANG) (KC-135E) (McGhee-Tyson AP, TN)
      - 137th Air Refueling Wing (OK ANG) (KC-135) (Tinker AFB, OK)
      - 141st Air Refueling Wing (WA ANG) (KC-135E, C-26B) (Fairchild AFB, WA)
      - 151st Air Refueling Wing (UT ANG) (KC-135E) (Salt Lake City IAP, UT)
      - 157th Air Refueling Wing (NH ANG) (KC-135R) (Pease AFB, NH)
      - 161st Air Refueling Wing (AZ ANG) (KC-135E) (Phoenix-Sky Harbour AP, AZ)
      - 171st Air Refueling Wing (PA ANG) (KC-135T) (Greater Pittsburgh IAP, PA)
      - 185th Air Refueling Wing (IA ANG) (KC-135R) (Sioux City Gateway AP, IA)
      - 186th Air Refueling Wing (MS ANG) (KC-135R, C-26B) (Key Fd, Meridian, MS)
      - 190th Air Refueling Wing (KS ANG) (KC-135D/E) (Korbes Fd, Topeka, KS)

  - Military Sealift Command (MSC) (Washington Navy Yard, DC)
    - Sealift Logistics Command Atlantic (SEALOGLANT) (NB Norfolk, VA)
    - Sealift Logistics Command Pacific (SEALOGPAC) (NB San Diego, CA)
    - Sealift Logistics Command Europe (SEALOGEUR) (Naples, Italie)
    - Sealift Logistics Command Central (SEALOGCENT) (Manama, Bahrain)
    - Sealift Logistics Command Far East (SEALOGFE) (Sembawang, Singapour)
    - Prepositioning Force
      - Combat Prepositioning Force
        - Afloat Prepositioning Ships Squadron Four (APSRON 4)

      - Maritime Prepositioning Force
        - Maritime Prepositioning Ship Squadron 1 (MPSRON 1)
        - Maritime Prepositioning Ship Squadron 2 (MPSRON 2)
        - Maritime Prepositioning Ship Squadron 3 (MPSRON 3)

    - Sealift Force
    - Naval Fleet Auxiliary Force

  - Military Surface Deployment and Distribution Command (SDDC) (Alexandria, VA)
    - 143d Sustainment Command (USAR) (Orlando, FL)
      - 7th Sustainment Brigade (United States) (en) (Ft Eustis, VA)
      - 32nd Transportation Group (Composite) (USAR) (Tampa, FL)
      - 300th Transportation Group (Composite) (USAR) (Butler, PA)
      - 336th Transportation Group (Composite) (USAR) (Ft Sheridan, IL)
      - 375th Transportation Group (Composite) (USAR) (Mobile, AL)

    - 1179th Deployment Support Brigade (USAR) (Ft Hamilton, NY)
    - 1190th Deployment Support Brigade (USAR) (Baton Rouge, LA)
    - 1394th Deployment Support Brigade (USAR) (Cp Pendleton, CA)
    - 1176th Transportation Terminal Brigade (USAR) (Baltimore, MD)
    - 1185th Transportation Terminal Brigade (USAR) (Lancaster, PA)
    - 1192nd Transportation Terminal Brigade (USAR) (La Nouvelle-Orléans, LA)
    - 1186th Transportation Terminal Brigade (USAR) (Jacksonville, FL)
    - 1189th Transportation Terminal Brigade (USAR) (Charleston, SC)
    - 1395th Transportation Terminal Brigade (USAR) (Seattle, WA)
    - 1397th Transportation Terminal Brigade (USAR) (Port Hueneme, Californie)
    - 595th Transportation Brigade (Camp Arifjan, Koweït)[6]
    - 596th Transportation Brigade (Military Ocean Terminal Sunny Point, Southport, NC)[6]
    - 597th Transportation Brigade (Fort Eustis, Virginie)[6]
    - 598th Transportation Brigade (Rotterdam, Pays-Bas)[6]
    - 599th Transportation Brigade (Wheeler Army Airfield, Hawaï)[6]

#### United States Cyber Command
- United States Cyber Command

Emblème de l'United States Cyber Command

##### Ordre de bataille
- US Cyber Command
  - United States Army Cyber Command/2e armée des États-Unis
  - Air Force Cyber Command
  - United States Navy Cyber Command/Dixième flotte des États-Unis
  - Marines Cyber Command